# توم كيارني
توم كيارني (بالإنجليزية: Tom Kearney)‏ (7 أكتوبر 1981 بليفربول في المملكة المتحدة - ) هو لاعب كرة قدم بريطاني في مركز الوسط. لعب مع برادفورد سيتي ونادي إيفرتون ونادي ريكسهام ونادي هاليفاكس تاون ونادي ألترينتشام.

## وصلات خارجية
- توم كيارني على موقع قاعدة بيانات كرة القدم.إي يو (الإنجليزية)
- توم كيارني على موقع Soccerbase.com (لاعب) (الإنجليزية)